# Amphimachos (Sohn des Elektryon)
Amphimachos (altgriechisch Ἀμφίμαχος Amphímachos) ist eine Person der griechischen Mythologie.
Er ist der Sohn des Elektryon, des Königs von Mykene, und der Anaxo, der Tochter des Königs Alkaios von Tiryns. Seine Schwester ist Alkmene, seine Brüder sind Stratobates, Gorgophonos, Phylonomos, Kelaineus, Lysinomos, Cheirimachos, Anaktor und Archelaos, sein Halbbruder aus der Verbindung von Eletryon und Mideia ist Likymnios.
Er kommt mitsamt seinen Brüdern im Kampf mit den Söhnen des Pterelaos um, als diese die Rinder des Elekryon rauben wollen. Einzig Likymnios überlebte den Angriff.